# دونالد إي. براونلي
دونالد يوجين براونلي (من مواليد 21 ديسمبر 1943) هو أستاذ علم الفلك في جامعة واشنطن في سياتل والباحث الرئيسي في مهمة ستاردست التابعة لناسا. في عام 2000، شارك مع بيتر وارد في صياغة مصطلح الأرض النادرة، في إشارة إلى احتمال ندرة الحياة في أماكن أخرى من الكون. تشمل اهتماماته البحثية الأساسية علم الأحياء الفلكي والمذنبات والغبار الكوني. ولد في لاس فيغاس، نيفادا.